# Municipio de Villa Tejúpam de la Unión
El municipio de Villa Tejúpam de la Unión es un municipio del estado mexicano de Oaxaca. Su cabecera es la localidad de Villa Tejúpam de la Unión.

## Toponimia
Tejúpam es una forma castellanizada del topónimo náhuatl Texopan. Deriva de los vocablos texohtli 'azul' y -pan locativo. En el Diccionario del náhuatl en el español de México se traduce como En el lugar del color azul. Por otro lado, la Enciclopedia de los municipios de México interpreta el topónimo como Sobre las piedras azules, derivado de texotli 'turquesa'. Cabe decir que esta población fue fundada por los mixtecos y que el nombre actual es una traducción de su topónimo mixteco, que era Ñunzaa, derivado de los vocablos ñuu 'tierra' y zaa 'azul'. Ñunzaa se traduce como Tierra azul.

## Geografía
El municipio de Villa Tejupam de la Unión cuenta con una extensión territorial de 71.45 km², se encuentra ubicado en las coordenadas 17°39′45″N 97°28′15″O / 17.66250, -97.47083 colinda con al norte con los municipios de San Antonio Acutla y San Miguel Tulancingo, al sur con San Pedro Yucunama y San Juan Teposcolula, al este con Santo Domingo Tonaltepec, Santa María Nativitas y San Miguel Tulancingo y al oeste con Villa de Tamazulapam del Progreso.

## Población
La población registrada en el censo de población y vivienda de 2010 realizada por el INEGI fue de 2,469 habitantes de los cuales 1,194 son hombres y 1,275 son mujeres.

### Principales asentamientos
| Nombre                    | Tipo      | Código Postal |
| ------------------------- | --------- | ------------- |
| Villa Tejúpan de la Unión | Pueblo    | 69530         |
| Santa Catarina            | Pueblo    | 69530         |
| Yodobada                  | Pueblo    | 69535         |
| Yuyuza                    | Ranchería | 69531         |
| Chocani                   | Ranchería | 69530         |

## Economía
Las principales actividades económicas son la ganadería y la agricultura.